# Gradec (Zagreb)
Gradec ili Grič je naziv za stari dio grada Zagreba na obronku Medvednice iz kojeg je, zajedno s Kaptolom, nastao današnji Zagreb.
Godine 1242. je Bela IV. izdao Zlatnu bulu kojom grad proglašava "slobodnim i kraljevskim gradom na brdu Gradecu zagrebačkom". Od 1242. do 1266. je grad utvrđen bedemima i kulama te se njegov oblik i raspored ulica do danas vrlo malo izmijenio. U srednjem vijeku je manji broj ulica imao imena: Srednja (danas Ćirilometodska), Blatna (Demetrova), Mesarska (Matoševa), Duga (Radićeva), Popovska (dio Opatičke).
Gradec (Grič) danas je dio zagrebačke gradske četvrti Gornji grad – Medveščak.

## Gradska vrata
Grad je imao petora odnosno šestora vrata, troja veća i dvoja (troja) manja:

### Veća vrata
- Mesnička (na zapadu)
- Nova (kasnije Opatička, na sjeveru)
- Kamenita (istok)

### Manja vrata
- Poljska vrata (kod kule Lotrščak, na jugu)
- Surove dverce (istok)
- mala Mesnička vrata (na zapadu)

Veća vrata (Kamenita, Nova i Mesnička) bile su velike četverokutne kule ispod kojih se ulazilo u grad. Manja su bila jednostavnija i kroz njih su mogli proći samo pješaci. Ključeve vrata čuvali su građani koji su stanovali u njihovoj blizini. Prije zatvaranja vrata zvonilo bi četvrt sata u tornju zvoniku gradske vijećnice zvono Lotrščak, opominjući građane koji su se zadržali negdje izvan zidina da se odmah vrate svojim kućama.
Od svih vrata jedino su Kamenita sačuvana do danas.

## Kulturnopovijesne građevine
Središte Gradeca je Markov trg, na kojem se nalazi Crkva sv. Marka (izgrađena u XIII. stoljeću kao romanička građevina, u drugoj polovici XIV. stoljeća je pregrađena i dograđena, 1876–82., nakon potresa, obnovljena je u stilu neogotike), te Banski dvori sjedište Vlade Republike Hrvatske i s druge strane Trga sjedište Hrvatskog sabora. S Trga svetog Marka prema jugu i kuli Lotrščak vodi Čirilometodska ulica, u kojoj se nalaze Stara gradska skupština, grkokatolička konkatedrala sv. Ćirila i Metoda, Muzej naivne umjetnosti te Muzej prekinutih veza. U blizini se nalaze Crkva svete Katarine (1620–31), isusovački samostan (1641–45; danas Galerija Klovićevi dvori), isusovačka akademija (1607. gimnazija, 1662. akademija), palača Zrinskih (XVII. st.), samostan klarisa (1647–50; danas Muzej grada Zagreba), barokna palača Vojković-Oršić-Rauch (XVIII. st.; danas Hrvatski povijesni muzej), palača Pejačević (1797; nekad kazalište, danas Hrvatski prirodoslovni muzej), Stara gradska vijećnica danas sjedište Gradske skupštine Grada Zagreba, palače Dverce, Paravić, Magdalenić-Drašković, Walter, Amadé, Ratkaj i dr. 
Izvan gradskih zidina, ali tik do njih sagrađena je 1247. kaptolski kanonici izgradili su veliku utvrdnu kulu Popov toranj. U nju su sklanjali sebe i svoje dragocjenosti u slučaju napada neprijatelja. Od 1903. u Popovom tornju nalazi se Zvjezdarnica Zagreb. Ispod Gradeca tijekom Drugog svjetskog rata prokopan je tunel Grič.
Gradec je spojen s Kaptolom 7. rujna 1850., čime započinje suvremeno doba uprave u Zagrebu.
Ustrojem gradske uprave nakon 1999. Gradec pripada u gradsku četvrt Gornji grad – Medveščak.

## Muzeji
- Muzej grada Zagreba
- Hrvatski prirodoslovni muzej
- Hrvatski povijesni muzej
- Hrvatski muzej naivne umjetnosti
- Muzej prekinutih veza
- Muzej Marton

## Galerije
- Galerija Klovićevi dvori
- Galerija Kula Lotrščak
- Galerija Gradec
- Atelier Meštrović
- Galerija ”Laval Nugent”

## Manifestacije
- Dani otvorenih butelja

## Galerija slika
- Crkva sv. Marka
- Kula Lotrščak
- Crkva sv. Katarine
- Zvonik Crkve sv. Marka
- Stara gradska vijećnica
- Hrvatski Sabor
- Banski dvori
- Uspinjača